# Bellardia pusilla
Bellardia pusilla är en tvåvingeart som först beskrevs av Johann Wilhelm Meigen 1826.  Bellardia pusilla ingår i släktet Bellardia och familjen spyflugor. Inga underarter finns listade i Catalogue of Life.